# كيفن دونوفان
كيفن دونوفان (بالإنجليزية: Kevin Donovan)‏ (17 ديسمبر 1971 بهاليفاكس في المملكة المتحدة - ) هو لاعب كرة قدم بريطاني في مركز الوسط. لعب مع غريمسبي تاون ونادي بارنسلي ونادي روتشديل ونادي يورك سيتي وهدرسفيلد تاون ووست بروميتش ألبيون ونادي هاليفاكس تاون وAlfreton Town F.C. ‏ وإف سي هاليفاكس تاون.

## وصلات خارجية
- كيفن دونوفان على موقع قاعدة بيانات كرة القدم.إي يو (الإنجليزية)
- كيفن دونوفان على موقع Soccerbase.com (لاعب) (الإنجليزية)